# Eryngium campestre
Eryngium campestre, el cardo corredor o cardo setero, entre otros nombres populares,  es una planta herbácea perenne de la familia Apiaceae (Umbelliferae).

## Descripción

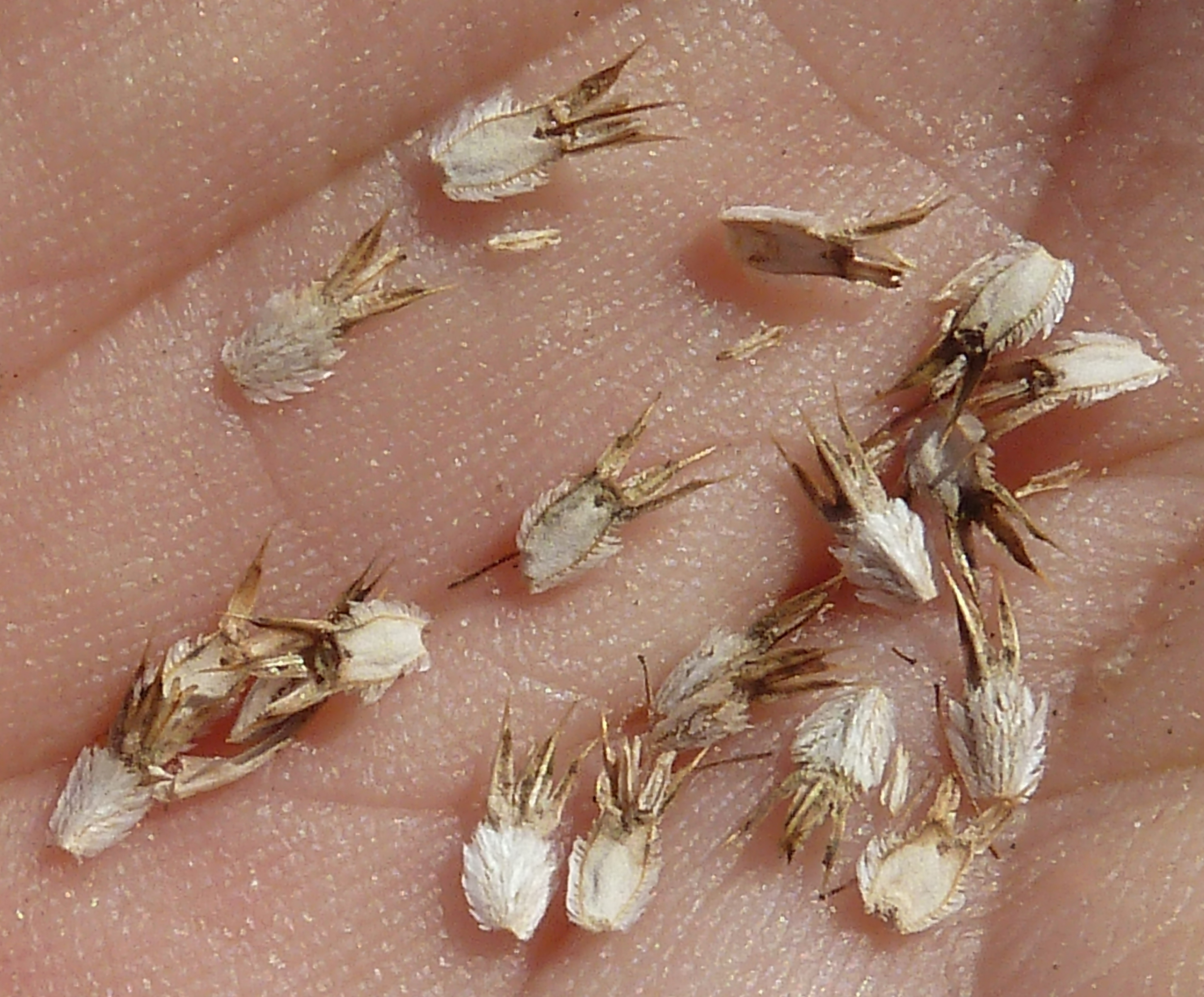
Frutos esquizocárpicos de 2 mericarpos escamosos.

Es una planta espinosa de tallo erecto y muy ramificado que puede crecer hasta unos 70 cm de altura, no obstante, sus raíces son muy largas y pueden llegar a medir unos 5 m. Sus hojas están cubiertas de espinas y divididas en lóbulos. Sus flores, de color azulado, se reúnen en cabezuelas rodeadas por un invólucro compuesto de 5 o 6 brácteas. Su fruto es un aquenio de 2 mericarpos uniloculares.

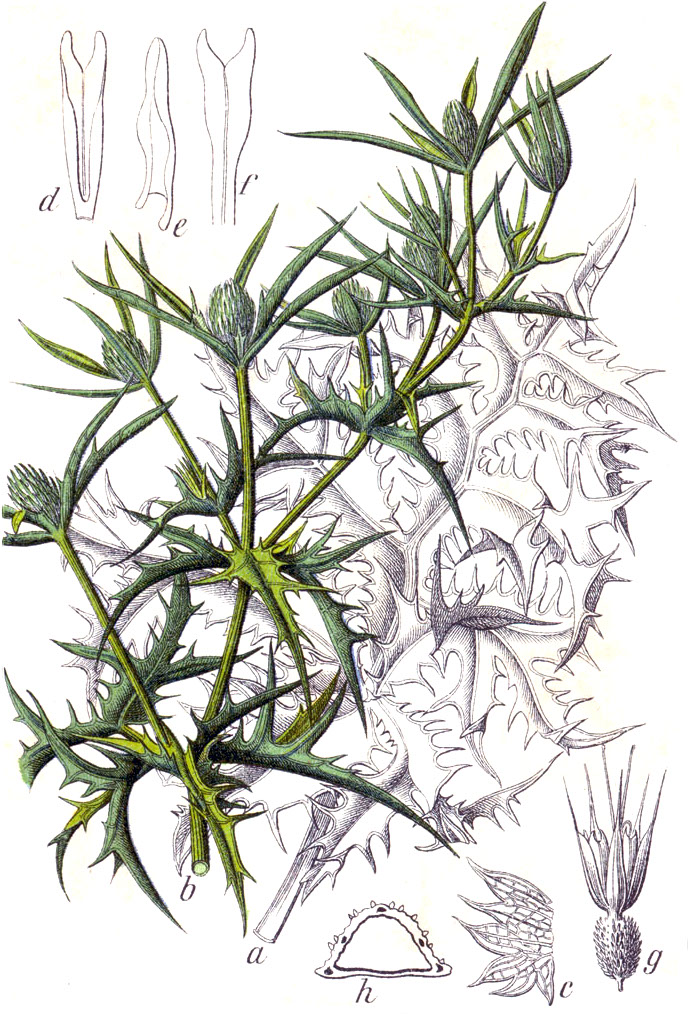
Ilustración en Johann Georg Sturm,
Deutschlands Flora in Abbildungen, 1796.

## Hábitat
Es una especie común en Europa central y occidental, el norte de África, Medio Oriente y el Cáucaso. Se da principalmente en terrenos secos y planos, sobre todo en las orillas de los caminos y en campos de cultivo abandonados. A este cardo está asociada, mediante micorrizas, la seta de cardo (Pleurotus eryngii), de gran valor culinario. Muy a menudo, es objeto de parasitismo por varias especies de Orobanche, en particular Orobanche amethystea (que, por esto mismo, tiene como sinonimia - entre otras - Orobanche eryngii).

## Ciclo de vida
Es una planta perenne del tipo vivaz, es decir, la parte aérea muere después de reproducirse y sólo persiste la raíz tuberosa hasta la primavera siguiente, en que rebrotan el tallo y las hojas. Es una planta estepicursora, pues las inflorescencias se desprenden al morir los tallos y de allí se originó el nombre de "cardo corredor", pues por la acción del viento se arrastran tanto los tallos muertos como las cabezuelas secas. De este modo, se facilita la dispersión de las semillas e incluso la colonización de nuevos ambientes. Florece desde fines de primavera (mayo en el hemisferio norte) hasta inicios de otoño (septiembre), dependiendo del inicio y de la longitud de esta etapa del clima y la latitud.

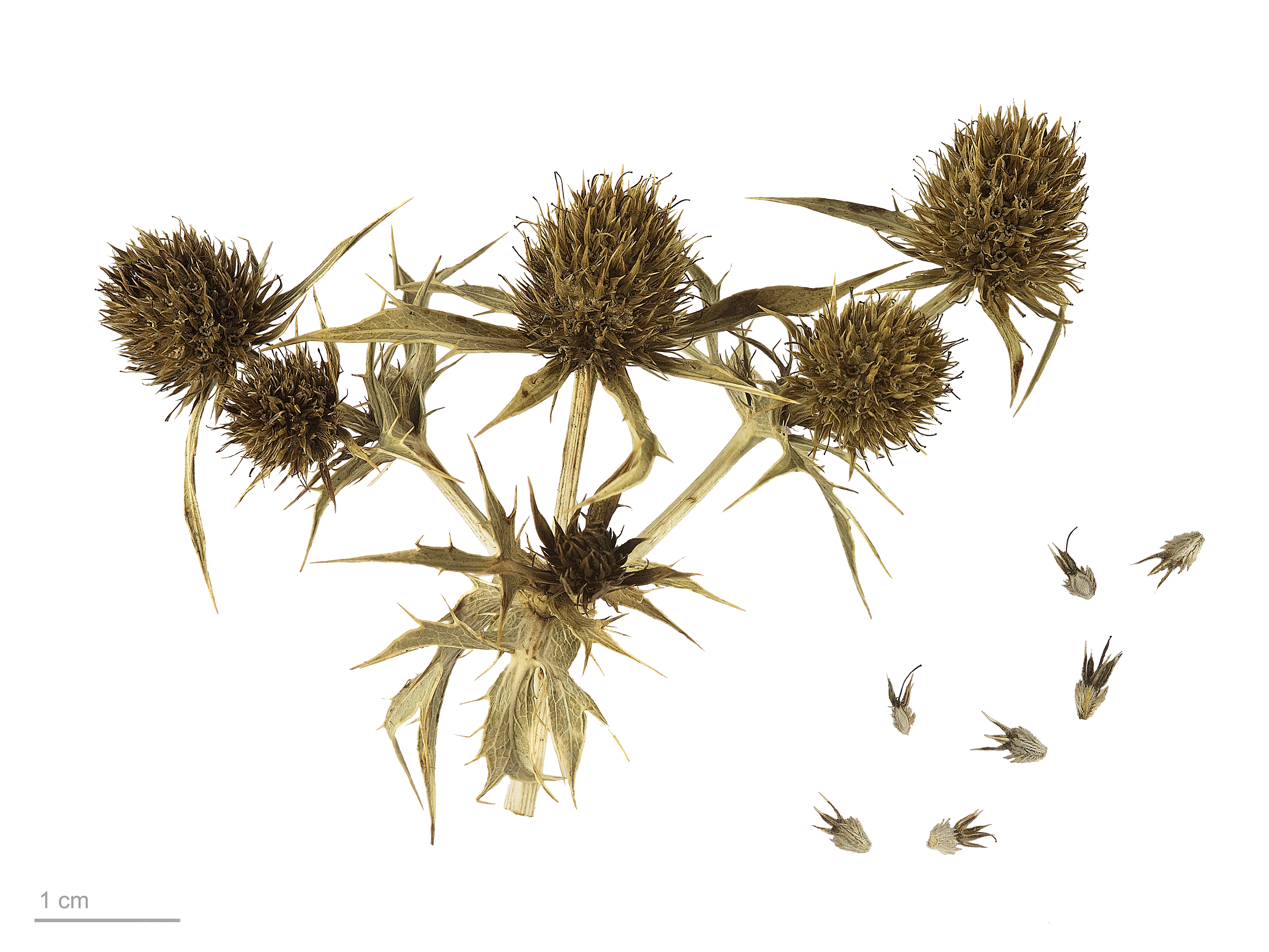
Eryngium campestre - MHNT

## Usos
No se cultiva, por el contrario, se le combate cuando invade terrenos destinados al pastoreo o la producción de forraje. A pesar de esto, es bastante apreciado porque sus raíces son el hábitat del hongo Pleurotus eryngii, llamado seta de cardo, que en los países mediterráneos se recolecta para el consumo humano; por eso la planta recibe el nombre de "cardo setero". Además, en la herbolaria tradicional se le atribuyen propiedades diuréticas y cicatrizantes, sus hojas tiernas y su raíz pueden consumirse en ensaladas y cuando se seca puede usarse como adorno.

## Taxonomía
Eryngium campestre fue descrita por Carlos Linneo y publicado en Species Plantarum, vol. 1, p. 233, 1753.
Citología
Número de cromosomas de Eryngium campestre (Fam. Umbelliferae) y táxones infraespecíficos: 2n=28
Etimología
Eryngium: nombre genérico que probablemente hace referencia a la palabra que recuerda el erizo: "Erinaceus" (especialmente desde el griego "erungion" = "ción"), sino que también podría derivar de "eruma" (= protección), en referencia a las hojas espinosas del género.
campestre: epíteto  que significa "de los campos".
Sinonimia
- Eryngium latifolium Hoffmanns & Link ex Willk. & Lange
- Eryngium officinale Garsault nom. inval.
- Eryngium trifidum L.

var. virens (Link) Weins
- Eryngium lycium Stapf & Wettst.
- Eryngium virens Link
- Eryngium vulgare Lam.[3]

## Nombre común

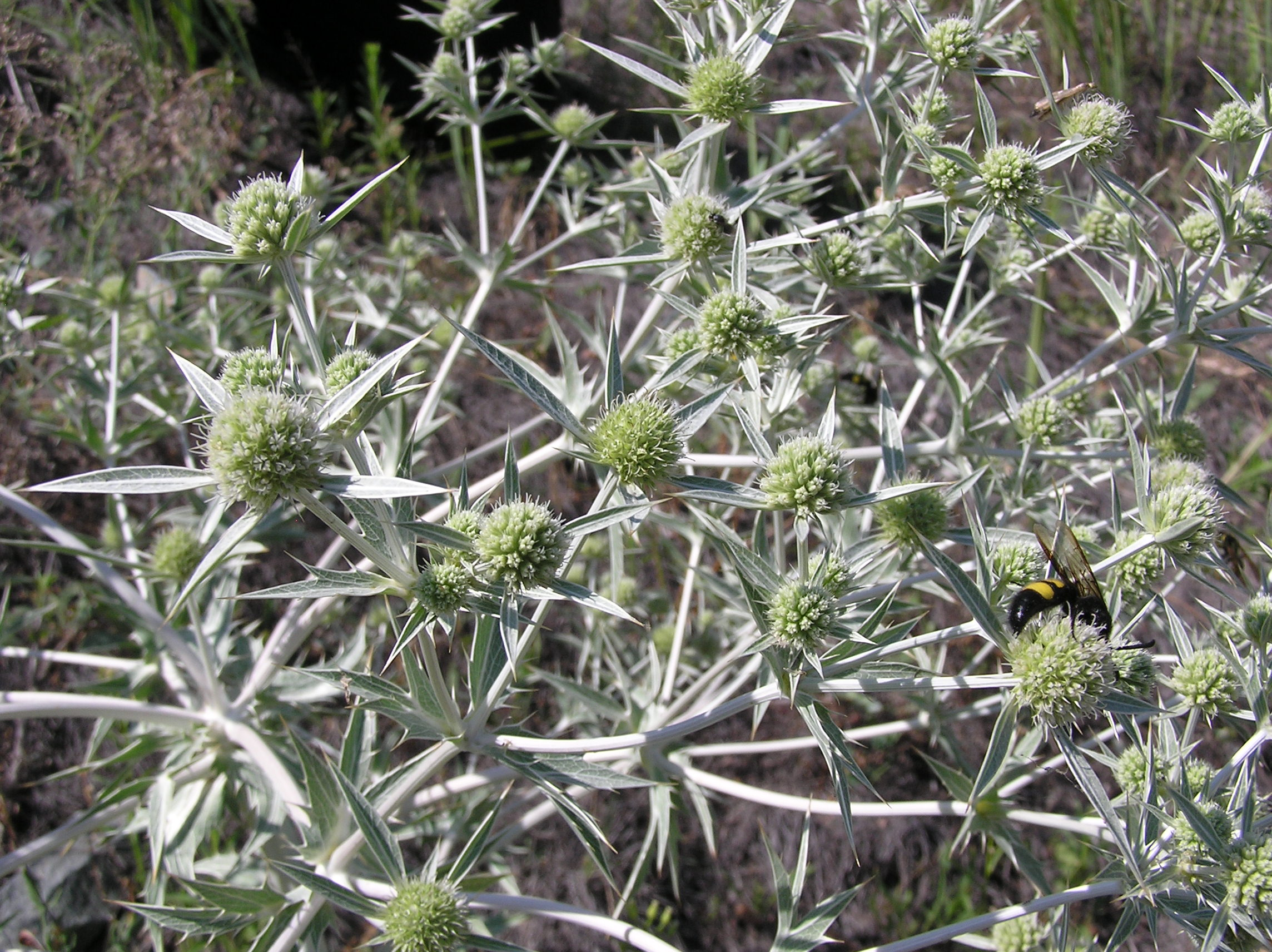
Eryngium campestre

Abrojos, aletas (2), argollón, barba cabruna (2), cabezuela (6), carborricuno, cardacuca (3), cardacuco, cardenca (2), carderol, cardicuca (2), cardicuco (3), cardillo, carditos, cardo (11), cardo bajo (4), cardo blanco (3), cardo borriquero (4), cardo borriqueño, cardo borriquiego, cardo burral, cardo burrero (3), cardo corredero (2), cardo corredor (52), cardo correor, cardo cuca (3), cardo cuco (10), cardo de carracuca (2), cardo de cuco, cardo de la estrella (2), cardo de las setas, cardo de las vacas, cardo de sombrilla, cardo estelado (2), cardo estrellado, cardo lechero (2), cardo macho, cardo macuquero (4), cardo matuteno, cardo morisco (2), cardo panical, cardo penicardo, cardo perrero, cardo punchero, cardo que corre, cardo redondal, cardo rodador (2), cardo santo (2), cardo setero (22), cardo ventero, cardo virgen, cardo volador (2), cardo volaó, cardocuca (3), cardocuco (5), carduca, caricuca (3), carlincho (5), carracuca (3), cañeras, ceñiglo, ciencabezas (2), corremundos (2), eringe, eringio (12), escardencha, galoja, gardincha, mancaperros, panicardo, picos de la Virgen, pincho (2), pincho setero, quitaveneno (2), rodano, rodeno, sanguinaria mayor, sombrillas, trabalón. Las cifras entre paréntesis indican la frecuencia del uso del vocablo en España.